# 李湘原
李湘原（英語：Pedro Lee Sheung-yuen），香港裔英国音乐家及钢琴家，前香港公務員，曾任職香港駐曼谷經濟貿易辦事處處長及香港駐雅加達經濟貿易辦事處處長。他早年就讀聖士提反書院，並在中學時代已從英国倫敦聖三一學院取得鋼琴演奏級專業文憑。他因在1993年及1994年暑假籌備美国及加拿大的巡迴演出，以及參與国际数学奥林匹克時面對的挑戰，而決定投身政界。他於1997年從密西根大学畢業後返港，並於1999年加入香港政府任職政務主任。他在2015年起獲調派至商務及經濟發展局，先後出任局長政務助理及旅遊事務助理專員，及後再獲派遣至曼谷籌備駐曼谷辦的設立，並在2019年2月28日開幕後擔任首任處長。他自2022年9月起兼任懸空的駐雅加達辦處長，直至林俊華於2023年9月4日接任駐曼谷辦處長時，繼續擔任駐雅加達辦處長。他在2023年11月離任香港公務員，隨後移居英國伦敦阿克頓，從事音樂相關工作。

## 外部連結
- 李湘原的個人官方領英頁面

| 政府职务      | 政府职务                                                 | 政府职务      |
| ------------- | -------------------------------------------------------- | ------------- |
| 新頭銜        | 香港駐曼谷經濟貿易辦事處處長 2019年2月28日－2023年9月3日 | 繼任： 林俊華 |
| 前任： 羅建偉 | 香港駐雅加達經濟貿易辦事處處長 2023年9月－2023年11月     | 繼任： 鄭青文 |